# Косткевич Георгій Олександрович
Косткевич Георгій Олександрович (5 квітня 1904, Київ — 1973, Київ) — медичний та релігійний діяч, відомий координацією між православними єпископами в 1920-ті роки. Репресований.
Народився в сім'ї київського терапевта Олександра Косткевича. Мав також молодшого брата Олександра. Після смерті батька в 1921 році звернувся до православ'я. Працюючи на залізниці, відвідував на завдання київських священиків засланих церковних ієрархів. Також за допомогою польського консула в Києві Бабинського та емігранта Анатолія Вельміна передавав у Європу інформацію про репресії духовенства. Навчався в Київському медичному інституті в 1925—1930 роках. Після закінчення інституту короткий час працював лікарем у селищі Черкаське в Луганській окрузі. Був одружений з Тетяною Миколаївною Пухтинською.
Заарештований ОДПУ в грудні 1930 року, зізнався в своїй діяльності. У жовтні 1931 року був засуджений до розстрілу, який замінили на 10 років таборів. Вижив та звільнився на початку 1940-х, оселився в Архангельську.
У 1951 році був знову заарештований та засланий до міста Курган. У 1950-ті роки працював у Москві в Кремлівській лікарні. На початку 1960-х років повернувся до Києва, де до кінця життя працював в Інституті клінічної медицини імені М. Д. Стражеска.